# Perilla frutescens
Perilla frutescens (L.) Britton è un'erbacea annuale della famiglia delle Lamiacee, largamente coltivata in Cina, Giappone e Corea, nonché in India e Vietnam. È l'unica specie del genere Perilla. La cucina coreana utilizza le foglie e i semi di Perilla frutescens (L.) Britton. La cucina giapponese utilizza le foglie di Perilla frutescens var. crispa (Thunb.) H.Deane.

## Descrizione
La pianta ha una struttura simile a quella del basilico o della melissa, con un'altezza che va dai 60 agli 80 cm. Le foglie sono opposte, cuoriformi, appuntite e dentellate.
L'infiorescenza è apicale, simile a quella del basilico. Fiorisce a luglio e ad agosto.
È una pianta aromatica, con un profumo che va dall'anice alla melissa.

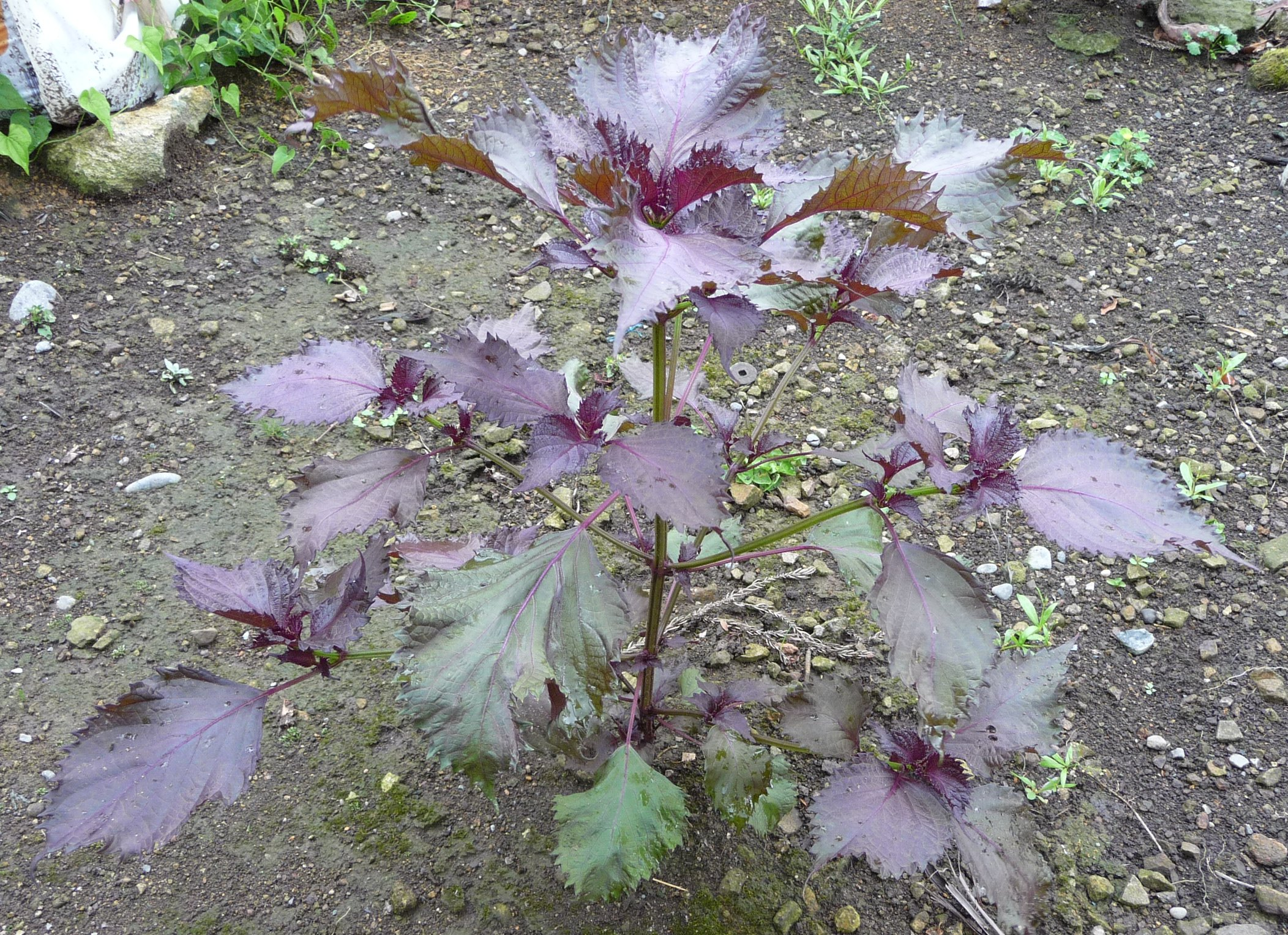
Akajiso (shiso rosso - Perilla frutescens var. crispa f. purpurea)

## Usi alimentari
È una pianta medicinale, ornamentale ed orticola della famiglia delle Lamiaceae, quindi analoga alla menta e al basilico.
In cucina le piante di shiso (parti fresche) sono usate come vegetali alimentari, come decorazione, condimento o contorno, spesso per piatti di pesce.
I semi sono usati per estrarre un olio commestibile ed  utilizzato anche in ambito industriale.
Le foglie della varietà a foglia purpurea sono usate per colorare ed aromatizzare un condimento giapponese: l'umeboshi.
I semi macinati vengono aggiunti per insaporire le zuppe in Corea e in Cina o le salse in India.
L'olio estratto tradizionalmente per uso alimentare (Sud Est Asiatico e Corea), è ottenuto soprattutto da piante di tipo egoma.
P. f. var. frutescens e var. crispa sono piante molto simili e i loro semi sono difficilmente distinguibili anche al microscopio elettronico, anche se il loro sapore è piuttosto diverso. La conformazione e i principi attivi delle piante coltivate nei vari paesi sono notevolmente diversi.

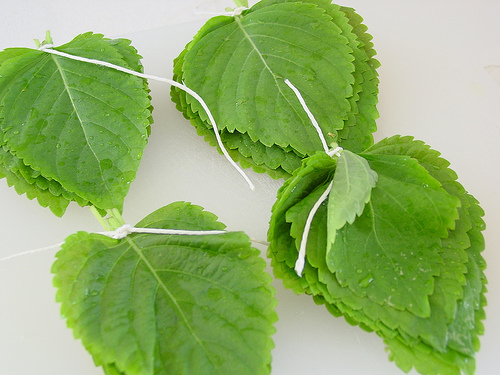
Deulkkae coreana (Perilla frutescens var. frutescens) usata come decorazione di piatti tradizionali

Lo shiso (varietà atropurpurea, a foglie rosse), è usato per colorare di rosso l'umeboshi, un particolare condimento giapponese a base di frutti di prugna.
Un derivato di un'aldeide estratta dalla pianta, detto perillartina, è usato come dolcificante in Giappone dato che la sostanza è circa 2000 volte più dolce del saccarosio.

## Usi industriali
L'olio è molto ricco in acidi grassi omega-3, acido α-linolenico.
L'olio è utilizzato industrialmente come solvente in vernici, inchiostri, linoleum, come impregnante ed idrorepellente.